# Okanagan Landing

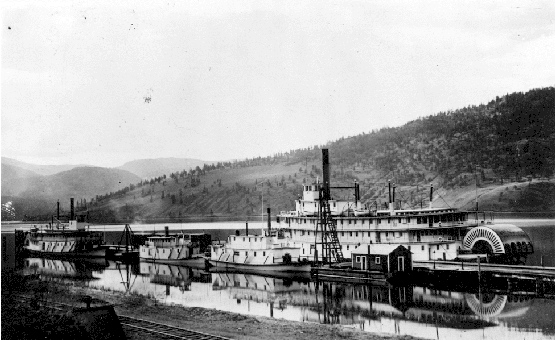
Des bateaux à vapeur à Okanagan Landing en 1916

Okanagan Landing était une colonie sans personnalité juridique et un port de bateaux à vapeur au nord du Lac Okanagan en Colombie-Britannique. Situé au sud-ouest de la ville de Vernon, il était la gare terminus pour le Chemin de Fer Shuswap et Okanagan et il servait comme port et chantier naval pour les bateaux à vapeur qui opéraient au sud, ainsi qu'une cale de barges.

## Développement
Okanagan Landing a été développé en 1892 quand le Chemin de Fer Shuswap et Okanagan de Sicamous a été complété. Il était construit comme chantier naval pour construire et maintenir le SS Aberdeen, le premier bateau à vapeur de la compagnie Canadien Pacifique sur le Lac Okanagan. Le bureau de poste a été ouvert le 1er octobre, 1898.

## Fonction
Okanagan Landing servait de transition entre les bateaux et le chemin de fer de Canadien Pacifique. Trois vaisseaux de luxe, nombre de plus petits bateaux de passagers et de marchandises, ainsi que le Chemin de Fer Kettle Valley ont fonctionné d'Okanagan Landing à Penticton. Ils travaillaient ensemble afin de maintenir les hauts niveaux d'exigence des passagers de Canadien Pacifique. Des bateaux construits à Okanagan Landing et qui le desservaient comprennent SS Penticton, SS Aberdeen, SS Kaleden, SS Okanagan, SS Naramata, and SS Sicamous. Situé à Penticton, l'hôtel de luxe Incola était géré par Canadien Pacifique et accueillait ceux qui voyageaient par bateau ou train.

## Déclin et aujourd'hui
Après la retraite du dernier bateau à vapeur sur le lac, SS Sicamous, en 1936, les réparations des bateaux ont continué jusqu'aux 1960s. Les terres désactivées étaient achetées en 1971 par l'Association de communauté d'Okanagan Landing et ses environs. L'Association a été formée «Afin de promouvoir les activités récréatives, éducatives, et culturelles à Okanagan Landing; pour améliorer et avancer de toute façon la vie et les affaires publiques de la région d'Okanagan Landing et pour fournir les bâtiments et terres nécessaires.» Okanagan Landing était annexé à la ville de Vernon en 1993, mais l'Association continue de maintenir la région, qui s'appelle maintenant le Parc à roue à aubes. L'Association a des réunions chaque mois dans la Salle du constructeur des navires. La Salle a brûlé en 1999 et la nouvelle Salle a ouvert en avril, 2000. La gare contient le musée et les archives, ainsi que des salles de réunion. Des organisations et activités soutenues par l'Association comprennent l'aire de jeu, l'Association de voile du nord Okanagan, le Centre de barbotage de Vernon, la régate annuelle, des potlucks de communauté, des danses de communauté, et des jours de ménage chaque printemps et automne.